# ایپک‌کوی (آماسیه)
ایپک‌کوی (به ترکی استانبولی: İpekköy) یک منطقهٔ مسکونی در ترکیه است که در آماسیه واقع شده‌است.